# 14683 Ремі
14683 Ремі (14683 Remy) — астероїд головного поясу, відкритий 8 грудня 1999 року.
Тіссеранів параметр щодо Юпітера — 3,587.